# Тур (річка)
Тур (нім. Thur) — річка в Швейцарії, найдовша річка у східній частині Швейцарії, ліва притока Рейну. Довжина — 134.6 км. Витрата води — 47 м³/с. Площа басейну — 1 696 км².
| Швейцарія | Це незавершена стаття з географії Швейцарії. Ви можете допомогти проєкту, виправивши або дописавши її. |

| Річка | Це незавершена стаття про річку. Ви можете допомогти проєкту, виправивши або дописавши її. |